# Эдильбаевская овца
Эдильбаевская порода овец — порода курдючных овец. Наиболее распространена в центральном и северном регионах Казахстана и Киргизстана. Вес эдильбаевских баранов достигает 150 кг, овец — 110 кг. Овцы отличаются большой энергией роста и скороспелостью. К 4-месячному возрасту весят 40—45 кг и могут уже забиваться на мясо. Особенность казахских курдючных овец — это собственно курдюк, курдючный жир. Курдюк может весить до 15 кг.
Эдильбаевская порода овец относится к грубошёрстным овцам мясо-сального направления. Как и все казахские курдючные овцы, она наиболее приспособлена для кочевого отгонного овцеводства, которым занимались и до сих пор занимаются жители казахских степей. Они приспособлены к суровым условиям Казахстана, отлично переносят сильные холода, снегопады и ветер. Легко переносят и жару, длительное отсутствие воды. Её физиологические особенности помогают преодолевать достаточно большие расстояния в поисках пищи и воды, питаясь исключительно скудной степной растительностью.
Молоко казахских курдючных овец отличается высокой жирностью (6—8 %). Матка может давать в год до 120 литров молока, которое может использоваться для приготовления кисломолочных продуктов, курта, а также масла и сыра. Шерсть жёсткая (настриг с одной головы до 3 кг.), но активно использовалась для изготовления пим, кошмы, шерстяной одежды, ковров и т. д.
Благодаря своим достоинствам эдильбаевская порода овец сейчас получила распространение за пределами Казахстана, разводится во многих хозяйствах России и Украины.